# Operatie Martlet
Operatie Martlet was de codenaam voor een SAS-operatie in de Franse departement Manche.

## Geschiedenis
Op 25 juni 1944, bijna drie weken na Operatie Overlord, voerde de Special Air Service (SAS) onder de codenaam Martlet een aanval uit op het dorp Fontenay. Doel was om het dorp en het daarachter gelegen heuveltje te veroveren. De SAS-troepen namen zonder al te veel weerstand hun doelen in.